# Fiat 131
Fiat 131 är en personbil, tillverkad av den italienska biltillverkaren Fiat mellan 1974 och 1983.
Fiat 131 ersatte Fiat 124 som företagets modell i mellanklassen. Första årgångarna ärvde företrädarens stötstångsmotorer, men senare Mirafiori-modeller hade modernare motorer med överliggande kamaxel. Supermirafiori hade dubbla överliggande kamaxlar, som den större Fiat 132. 131:an blev Fiats sista bakhjulsdrivna volymmodell. Mirafiori är helt enkelt namnet på fabriken som tillverkade bilen.
131:an var mycket framgångsrik i rally och gav Fiat märkesmästerskapet 1977, 1978 och 1980. Sistnämnda året tog Walter Röhrl även hem den individuella titeln.
Bilen tillverkades i Spanien av SEAT och i Turkiet av Tofaş.
I Sverige såldes i början 1300 (endast 1975) och 1600 Mirafiori samt senare även 1600 och 2000 Supermirafiori. När den kom 1975 var den överraskande billig i förhållande till utrustning och sålde bra, precis som övriga Fiat vid den tiden. Men precis som övriga Fiat (och många andra märken vid den tiden) var inte byggkvalitén och rostskyddet det bästa, så 131 är ovanlig idag i Sverige.

## Varianter
| Modell              | Årsmodell | Motor               | Cylindervolym | Effekt | Bränslesystem       |
| ------------------- | --------- | ------------------- | ------------- | ------ | ------------------- |
| 1300                | 1974-78   | 4-cyl radmotor ohv  | 1297 cm³      | 65 hk  | Bensin              |
| 1600                | 1974-78   | 4-cyl radmotor ohv  | 1585 cm³      | 75 hk  | Bensin              |
| Abarth              | 1976      | 4-cyl radmotor dohc | 1995 cm³      | 140 hk | Bensin              |
| 1300 Mirafiori      | 1978-81   | 4-cyl radmotor ohc  | 1297 cm³      | 65 hk  | Bensin              |
| 1300 Supermirafiori | 1978-81   | 4-cyl radmotor dohc | 1297 cm³      | 78 hk  | Bensin              |
| 1600 Supermirafiori | 1978-83   | 4-cyl radmotor dohc | 1585 cm³      | 96 hk  | Bensin              |
| 2000 Racing         | 1978-81   | 4-cyl radmotor dohc | 1995 cm³      | 115 hk | Bensin              |
| 2000D               | 1978-83   | 4-cyl radmotor ohc  | 1995 cm³      | 60 hk  | Diesel              |
| 2500D               | 1978-83   | 4-cyl radmotor ohc  | 2445 cm³      | 72 hk  | Diesel              |
| 1400 Mirafiori      | 1982-83   | 4-cyl radmotor ohc  | 1367 cm³      | 70 hk  | Bensin              |
| 1600 Mirafiori      | 1982-83   | 4-cyl radmotor ohc  | 1585 cm³      | 85 hk  | Bensin              |
| 1400 Supermirafiori | 1982-83   | 4-cyl radmotor dohc | 1367 cm³      | 75 hk  | Bensin              |
| 2000 Supermirafiori | 1982-83   | 4-cyl radmotor dohc | 1995 cm³      | 113 hk | Bensin              |
| 2000 Volumetrico    | 1982-83   | 4-cyl radmotor dohc | 1995 cm³      | 140 hk | Bensin (Kompressor) |